# Sukagalih (Jonggol)
Sukagalih is een bestuurslaag in het regentschap Bogor van de provincie West-Java, Indonesië. Sukagalih telt 3701 inwoners (volkstelling 2010).